# Pauline Strauss-De Ahna
Pauline Strauss-De Ahna, née le 4 février 1863 à Ingolstadt et morte le 13 mai 1950 à Garmisch-Partenkirchen, est une soprano allemande.

## Biographie
Elle était la fille du général bavarois Adolf de Ahna. Elle a épousé le compositeur Richard Strauss le 10 septembre 1894. Ils se fiancèrent en 1894 lors d'une répétition du Tannhäuser de Richard Wagner à Weimar. Il a écrit de nombreux rôles à l'opéra pour elle, comme Freihild dans Guntram.
Elle était connue pour son caractère autoritaire, son snobisme, sa mauvaise humeur ainsi qu'une certaine forme d'excentricité. Elle a été une grande source d'inspiration pour son mari dans plusieurs de ses œuvres, au premier rang desquelles : Quatre derniers lieder. En particulier, Strauss dépeint Pauline à la fois comme la compagne du héros dans Une vie de héros et dans plusieurs sections de la Sinfonia Domestica.
Pauline Strauss-De Ahna ne survécut que six mois à son époux, dont la perte lui fut si douloureuse qu'elle demanda à Georg Solti, après le concert que celui-ci dirigea lors des funérailles et où l'on entendit le trio final du Chevalier à la rose, pourquoi un homme qui avait écrit une telle musique devait un jour mourir.